# Клин (Починковский район)
Клин — исчезнувшая деревня в Починковском районе Смоленской области России.
Находилась где-то в 2 км юго-западней современной деревни Михайловка. В 13 км южней города Починка.

## История
Деревня Клин отмечена на картах РККА с 1924 года. В ней тогда было около 20-ти дворов.
Согласно справочнику административного деления Смоленской области деревня входила в Даньковский сельсовет и существовала до 1965 года.
На картах 1970-1980-х годов деревня уже не обозначается.